# Pyrenæerkrigen
Pyrenæerkrigen var en del af Den første koalitions krig mod den Første franske republik. Den blev udkæmpet af det revolutionære Frankrig mod kongedømmerne Spanien og Portugal fra marts 1793 til juli 1795 som en del af Revolutionskrigene.
Krigen blev udkæmpet i de østlige Pyrenæer, de vestlige Pyrenæer, ved den franske havneby Toulon og til havs. I 1793 invaderede en spansk hær Roussillon i de østlige Pyrenæer og forblev på fransk jord indtil april 1794. Den franske hær drev spanierne tilbage til Catalonien og vandt en afgørende sejr i november 1794. Efter februar 1795 var krigen i de østlige Pyrenæer fastlåst. I de vestlige Pyrenæer begyndte Frankrig at vinde i 1794. I 1795 kontrollerede Frankrig en del af det nordøstlige Spanien.
Krigen var ekstra brutal, da Komiteen for Offentlig Sikkerhed udsendte et dekret om at alle tilfangetagne franske royalister skulle henrettes. Derudover blev alle franske generaler, som tabte slag eller på anden måde faldt i miskredit i stort tal sendt i fængsel eller til guillotinen. Det gjaldt specielt i de østlige Pyrenæer.

## Krig

### Udbrud
Den 21. januar 1793 henrettede det franske Nationalkonvent den afsatte Kong Ludvig 16., hvilket ophidsede monarker i hele Europa og førte til dannelsen af den første koalition mod det revolutionære Frankrig. Spanien sluttede sig til koalitionen i håb om at genvinde de områder i det nordlige Catalonien (Roussillon, Conflent og Cerdagne), som blev tabt i Pyrenæerfreden 1659. Frankrig var allerede i krig med Østrig, Preussen og Kongedømmet Sardinien. Efter at have vundet Slaget ved Jemappes havde Frankrig besat de Østrigske Nederlande. Opmuntret heraf besluttede regeringen at annektere området, som svarer til det moderne Belgien. Det fremprovokerede et diplomatisk brud med Storbritannien og den 1. februar erklærede Frankrig krig mod Storbritannien og den Nederlandske Republik. Den 7. marts erklærede Frankrig krig mod sin gamle allierede Spanien.

### Østlige Pyrenæer
Efter udbruddet af krigen udnævnte kong Karl IV af Spanien kaptajn-general Antonio Ricardos til øverstkommanderende af den catalonske hær i de østlige Pyrenæer. Ricardos invaderede Cerdagne og erobrede Saint-Laurent-de-Cerdans den 17. april 1793. 3 dage senere slog han en fransk hær på flugt ved Céret. I desperation herover begik den aldrende franske kommandant i Roussillon general Mathieu Henri Marchant de la Houlière selvmord. Den 30. april delte Frankrig Pyrenæerhæren i en østlig og en vestlig Pyrenæerhær.
I slaget ved Mas Deu den 19. marts slog Ricardos den fransken general Louis-Charles de Flers. Derefter belejrede spanierne Fort de Bellegarde ved Le Perthus indtil den franske garnison overgav sig den 24. juni. I slaget ved Niel den 17. juli slog de Flers spanierne tilbage selvom franskmændene havde de største tab. Den 28 august slog general Luc Siméon Auguste Dagobert en spansk hær ledet af general Manuel la Peña ved Puigcerdà i Cerdagne.
I september sendte Ricardos to divisioner af sted under generalløjtnant Jerónimo Girón-Moctezuma, Marquis de las Amarilas og generalløjtnant Juan de Courten for at belejre Perpignan, men general Eustache Charles d'Aoust førte franskmændene til sejr i Slaget ved Peyrestortes den 17. september. Det var det længste spanierne nåede ind i Roussillon. Fem dage senere slog Ricardo Dagobert i Slaget ved Truillas før han trak sig tilbage i Tech dalen. Den 3. oktober slog Ricardos d´Aoust tilbage ved le Boulou. Den 13-15. oktober afviste spanierne general Louis Marie Turreau i Slaget ved Tech (Pla del Rey). En 5.000 mand stor portugisisk hær under kommando af generalløjtnant João Forbes sluttede sig til Ricardos tids nok til at slå d´Aoust i Slaget ved Villelongue-dels-Monts den 7. december. Den 20. december erobrede generalløjtnant Gregorio García de la Cuesta havnen i Collioure fra franskmændene.
Ricardos døde den 13. marts 1794 og den spanske succes døde med ham. Generalløjtnant Alejandro O'Reilly døde 10 dage efter den mand, han skulle efterfølge og generalløjtnant Luis Firmin de Carvajal, Conde de la Union blev i stedet udnævnt til ny øverstkommanderende af den catalanske hær. Den franske hær i de østlige Pyrenæer fik også en ny leder i general Jacques François Dugommier. I Slaget ved le Boulou den 29. april – 1. maj drev Dugommier de la Union syd for grænsen og spanierne måtte efterlade deres artilleri. Collioure blev genindtaget af franskmændene i slutningen af maj og generalløjtnant Eugenio Navarros 7.000 mand store spanske garnison blev taget til fange. De franske royalister i byen flygtede før overgivelsen på fiskerbåde for at undgå henrettelse.  Den 5.maj indledte Dugommier en belejring af Bellegarde.  Et slag ved La Jonquera den 7. juni endte uden afgørelse. I Slaget ved San-Lorenzo de la Muga den 13. august afviste general Pierre Augereau et spansk forsøg på at bryde belejringen af Bellegarde. Fæstningen faldt den 17. september da den spanske garnison var løbet tør for forsyninger. I Slaget ved Sierra Negra (Montroig) 17-20. november blev både Dugommier og de la Union dræbt. General Dominique Catherine de Pérignon overtog kommandoen og førte franskmændene til sejr. Figueres og dets fæstning San Fernando (Sant Ferran) faldt kort efter til franskmændene med 9.000 fanger.
General Pierre François Sauret afsluttede med succes belejringen af Roses den 4. februar 1795. Et forsøg fra general Barthélemy Louis Joseph Schérer på at krydse floden Fluvià den 14. juni blev afvist af generalløjtnant José Urrutia y de las Cases i Slaget ved Bàscara. Efter freden var underskrevet, men før beskeden var nået til fronten, generobrede Cuesta Puigcerdà og Bellver fra franskmændene den 26. og 27. juli.

### Vestlige Pyrenæer
Historikeren Digby Smith nævner ikke nogen slag i de vestlige Pyrenæer for året 1793. Der var dog alligevel nogle sammenstød inklusive kampe udkæmpet af oberst Bon-Adrien Jeannot de Monceys 5. lette halv-brigade ved Chateau-Pignon den 6. juni, Aldudes i juni og Saint-Jean-de-Luz den 23. juli.
Den 5. februar 1794 forsvarede general Louis Dubouquet den befæstede lejr Sans Culottes på en bakketop nær Hendaye mod en spansk hær på 13.000 infanterister, 700 kavalerister og artilleri ledet af generalløjtnant José Urrutia y de las Cases. De spanske tab var på 335, de franske kendes ikke. Den 3. juni stormede en 2.300 mand stor brigade ledet af brigadegeneral Lavictoire den spanske lejr Casa Fuorte ved passet Col d'Ispeguy 13,5 km vest for Saint-Jean-Pied-de-Port. De 1.000 forsvarere, inklusiv en bataljon af det spanske Zamora infanteri regiment, tre kompagnier af Aldudes rifler og den franske emigrant bataljon Légion Royal, havde 94 døde og sårede plus 307 tilfangetagne. Tabene hos den franske brigade, en del af Maucos division, blev beskrevet som "små". Den samme dag erobrede oberst Jacques Lefrancs 2.000 mand franske republikanere bjergryggen Izpegi.
Nær Bera (Vera) prøvede general Don Ventura Caro med 8.000 infanterister og 500 kavalerister uden succes at fordrive en fransk styrke fra en befæstet stilling på Mont Calvari. Spanierne havde 500 døde og sårede plus 34 tilfangetagne. Franskmændene havde 30 døde og 200 sårede. Den 10. juli overraskede brigadegeneral Antoine Digonet med en brigade på 4.000 mand Zamora infanteriet og Légiomn Royal som forsvarede Monte Argintzo (Mont Arquinzu). Ved denne lejlighed henrettedes 49 franske royalister, som blev taget til fange.
Den 23. juli angreb den franske hær med general Bon-Adrien de Moncey, general Henri Delaborde og general Jean Henri Guy Nicolas de Frégeville spanske stillinger. Selvom general Jacques Léonard Muller ledede hæren på det tidspunkt, var det Moncey som udøvede den taktiske kontrol med operationerne under Slaget i Baztan dalen. I kampe nær Elizondo og Doneztebe (Santesteban) overløb Moncey det spanske forsvar. Franskmændene fulgte derefter floden Bidosa mod nord sidst i juni for at erobre højderne ved San Marcial og byen Hondarribia (Fuenterrabia) nær kysten. I den sidste operation den 1. august fangede Moncey generalløjtnant Don Vicente de los Reyes, 2.000 spanske soldater og erobrede 300 kanoner. Moncey fulgte op med at erobre San Sebastián den 3.august med yderligere 1.700 spanske soldater og 90 kanoner. Franskmændene erobrede også Tolosa. Moncey blev derefter forfremmet til øverstkommanderende af hæren i de vestlige Pyrenæer.
Fra de 15. til 17. oktober igangsatte Moncey en offensiv med en bred front fra Baztan dalen og Roncevaux passet mod syd i retning mod Pamplona. I Slaget ved Orbaitzeta var der sammenstød ved Mezkiritz (Mezquiriz), Orbaitzeta, Lekunberri og Villanueva. Den 46.000 mand store franske hær drev 13.000 spanske soldater, ledet af general Pedro Téllez-Girón, 9. hertug af Osuna tilbage. Spanierne tabte 4.000 mand og 50 kanoner. De franske tab kendes ikke. Den spanske hærs støberier i Orbaitzeta og Egui såvel som den spanske flådes mastelager i Irati faldt i franskmændenes hænder. De franske operationer blev dog herefter indstillet på grund af vinterens komme og udbrud af sygdom i hæren. Et sidste slag fandt sted ved Bergara den 7. november, hvor en spansk division på 4.000 mand ledet af Marquis de Ruby blev påført tab på 150 døde og 200 tilfangetagne.
I løbet af vinteren reorganiserede Moncey sin hær, som havde mistet 3.000 mand på grund af sygdom. Hæren fik belejringsartilleri og i juni 1795 kom der forstærkninger på 12.000 mand fra den franske vesthær. Moncey begyndte en offensiv den 28. juni og drev geneal Crespos spanske styrker tilbage. Vitoria faldt til franskmændene 17. juli og Bilbao to dage senere. Da nyhederne om Freden i Basel nåede frem tidligt i august, havde Moncey krydset Ebro og forberedte et angreb på Pamplona.

### Toulon
Spanske styrker tog del i Belejringen af Toulon, som varede fra 18. september til 18. december 1793. Franskmændene blev ledet af Dugommier mens de engelske-spanske forsvarere blev ledet af admiralerne Juan de Lángara, Federico Gravina og Samuel Hood og general Charles O'Hara. De allierede trak sig tilbage fra havnebyen da en ung artilleriofficer Napoleon Bonaparte satte flådens ankersted under artilleribeskydning. Den franske flåde mistede 14 linjeskibe, som blev brændt og yderligere 15, som blev erobret af de allierede. De franske tab var på 2.000 mand mens de allieredes var dobbelt så store. Bagefter massakrerede sejrherrerne op mod 2.000 franske royalister, som var taget til fange.

### Flådeaktioner
Et mindre sammenstød den 14. februar 1795 i Roses-bugten gav en spansk sejr.

### Konklusion
Freden i Basel afsluttede krigen i Pyrenæerne den 22. juli 1795. En allianceaftale mellem Frankrig og Spanien blev underskrevet ved den Anden Traktat i San Ildefonso den 19. august 1796. Alt i alt var det en sejr for den Franske Republik.